# フランクフルト (オーダー)
フランクフルト (オーダー) (Frankfurt (Oder)) は、ドイツ連邦共和国ブランデンブルク州の都市である。1999年1月1日より郡独立市として、行政上は郡と同格の地位を持つ。人口は約59,000人。ポーランドとの国境、オーダー川に面する。
都市名は、フランクフルト・アン・デア・オーダー（ドイツ語: Frankfurt an der Oder）とも表記される。ヘッセン州のフランクフルト・アム・マインが「マイン河畔のフランクフルト」であるのに対し、この都市は「オーダー河畔のフランクフルト」である。
第二次世界大戦後、オーダー川はドイツとポーランドの国境（オーダー＝ナイセ線）となり、対岸のポーランド側には敗戦まで同市の一部だったスウビツェ、また七年戦争で歴史に残るクーナースドルフ（現クノヴィツェ）などがある（「回復領」）。

## 市の紋章
緑の山の上に立つ、金のとさかをもつ赤い雄鶏（右向き）。地は白。背景は、左右に塔をもつ市の門（赤）。二つの塔の上に金の紋章旗（金の雄鶏）が立ち、門の上にはブランデンブルクの紋章である赤の鷲の紋章がかかげられる。

## 歴史

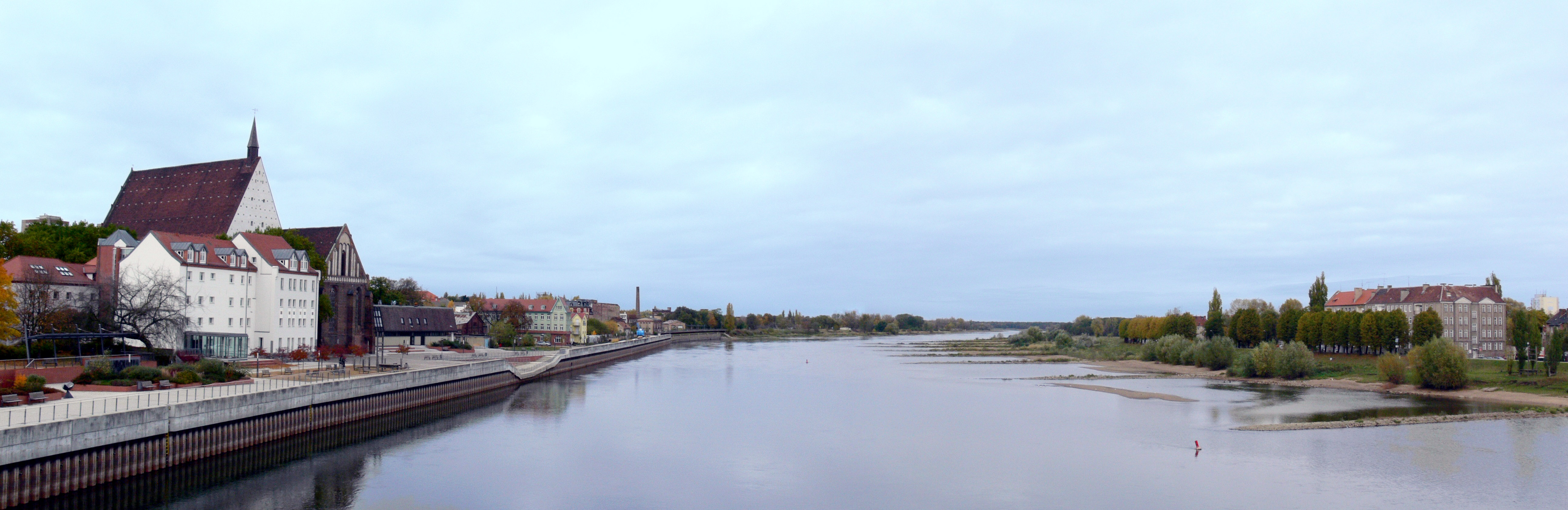
国境の川オーダー川を挟んで、左がフランクフルト、右がスウビツェとなる

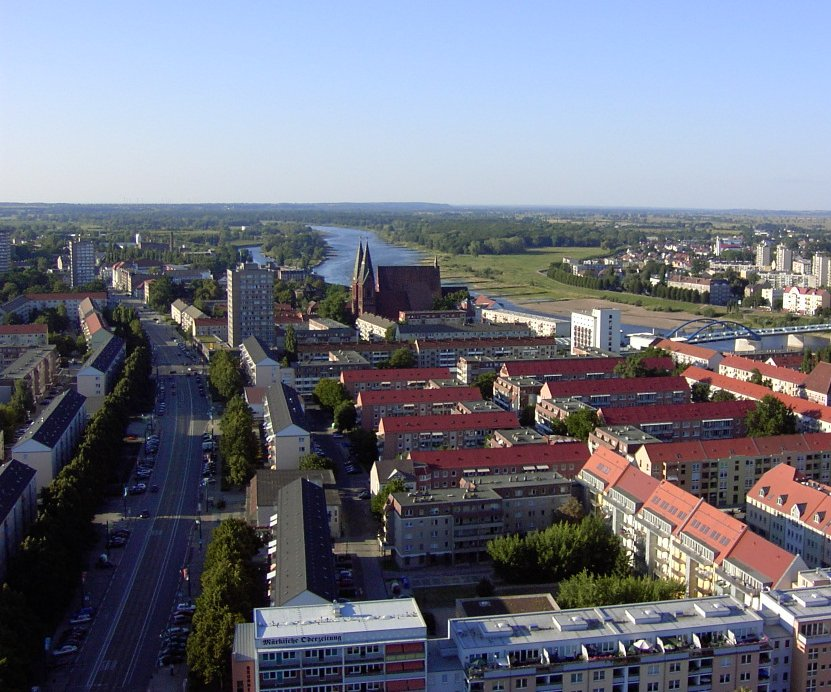
高層ビル「オーダートゥルム」の上層階から北側を見た眺望

フランクフルト周辺にはオーダー川の浅瀬があり、川を渡る地点として重要な土地であった。
13世紀にドイツとバルト海沿岸を結ぶ交易が盛んになり、パリ―アーヘン―ベルリン―ワルシャワ―モスクワを結ぶ交易路と、プラハ―マイセン―クラクフを結ぶ交易路が交わる場所に、交易商人たちが入植地を作ったのがフランクフルト (オーダー)の起源である。グローガウ公爵ハインリヒ1世は市場開設の特許状を1225年に交付、1226年頃に市の最初の教会である聖ニクラウス教会が建設された（現在の名は平和教会）。
1253年ブランデンブルク辺境伯ヨーハン1世は市場集落にベルリンをモデルとする都市権を授けた。同年フーフェンラント（Hufenland）を授与された。 1300年頃、約36 haの面積を囲う市壁が建設された。
交通の要衝として、橋梁建設や通行税特権のおかげで市は急速な発展を遂げ、市庁舎・ニコライ教会・マリア教会を建設した。フランシスコ会とカルトゥジオ会の修道院、それに3個の施療院（Spital）が置かれた。14世紀初期以降、商人と仕立屋が市政をリードした。市民による都市周辺の所有地獲得が大いに進んだ。市の経済的繁栄の頂点は14世紀である。オーダー川の自由船舶運航権をもち、年3回の歳の市を開催することができた。ヴィッテンベルクに対抗する形で、1506年にヨアヒム1世によりブランデンブルク辺境伯領の主要な大学となるヴィアドリナ大学（Alma Mater Viadrina, オーダー川のラテン語名 Viadra にちなむ）という神学、医学、法学を中心とする大学が創設された。学生数は約1000人、市の人口は約5000人であった。
1253年には都市として認められ、街はやがて西岸から東岸（現在のスウビツェ）へも広がった。また1430年にはハンザ同盟に加わり、短期間その一員となった。1510年頃にはじめて出版されたドイツの民衆本『ティル・オイレンシュピーゲルの愉快ないたずら』の第85話は、主人公が、道連れの司祭を厚遇するのに対し、彼を冷遇する宿のおかみに復讐する笑話だが、その町が当地とされている。
ヴィアドリナ大学は1811年に閉鎖されブレスラウ大学と合併し、一部は新設されたベルリン大学に移動した。ヴィアドリナ大学は、1991年に「ヴィアドリナ欧州大学」として復活している。
19世紀にはフランクフルト (オーダー)はプロイセン王国の中央に位置する重要な交易都市となり、ドイツではライプツィヒに次ぐ大きな見本市が開かれるようになった。また1842年にはベルリンとを結ぶ鉄道も開通した。
1945年、第二次世界大戦末期には第三帝国の首都ベルリンに進撃するソ連赤軍に対するドイツ国防軍の要塞となり、フランクフルト (オーダー)は戦場となった。戦後のドイツ国境はオーダー＝ナイセ線とされたため、市街のうち川の東岸にあったダムフォアシュタット地区 (Dammvorstadt) は、ポーランド領とされ、スウビツェ市となった。
第二次世界大戦後はソ連占領地域となり、その後成立した東ドイツでは、フランクフルト県の県庁所在地であった。
現在のフランクフルト (オーダー)は対岸のポーランドとの交流や共同プロジェクトが盛んである。ポーランドのEU加盟（2004年）にともないシェンゲン協定がポーランド国境に実施され、国境検問所は撤廃され往来は自由となった。しかしドイツ再統一後この地域の経済は停滞し、失業率も高まり、1990年に87,000人を数えた人口も大きく減少している（現在の人口：約59,000人）。

## 交通

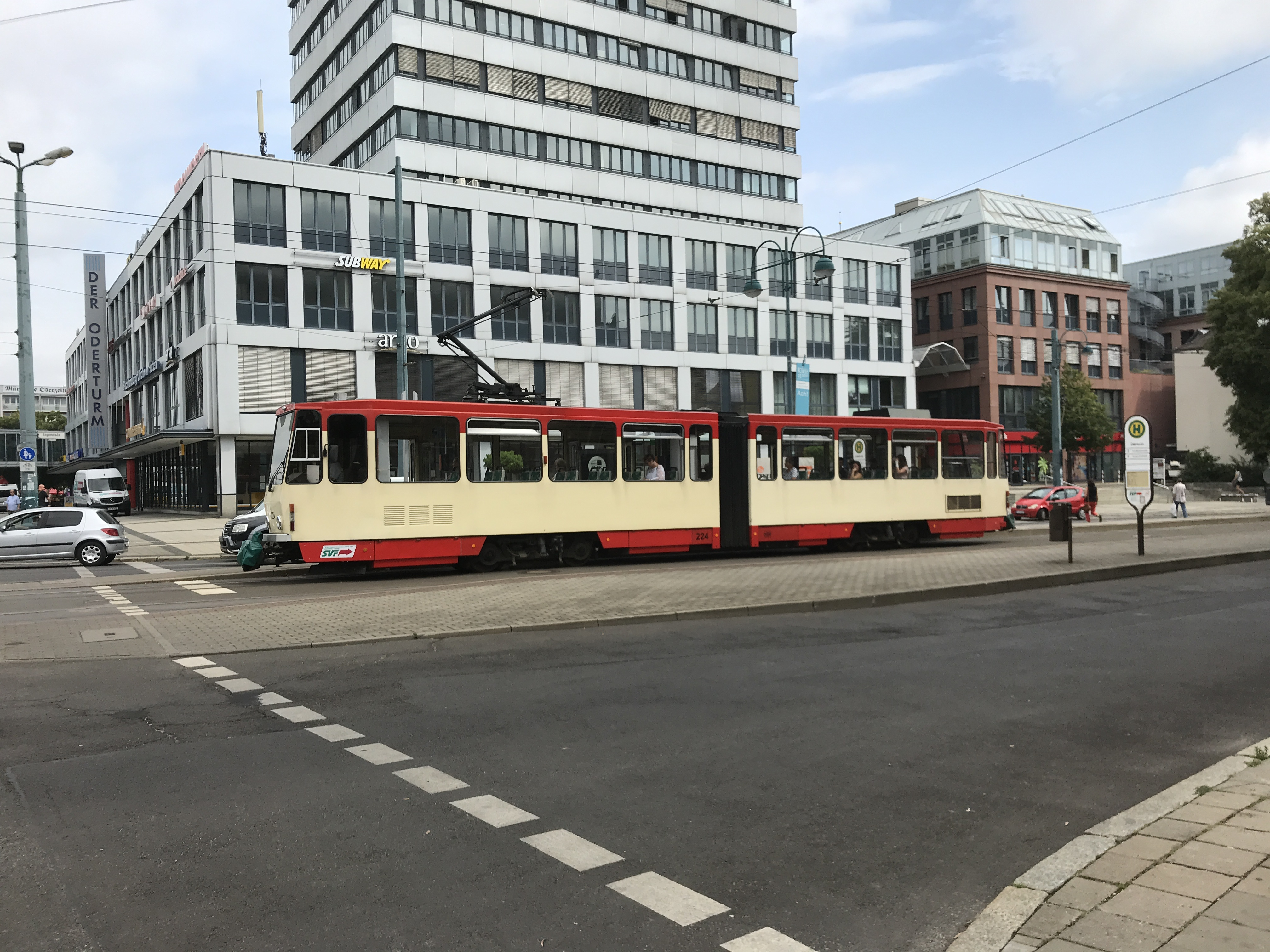
「オーダートゥルム」の前を走る市電（2019年）

- フランクフルト（オーダー）市電

## ゆかりの人物

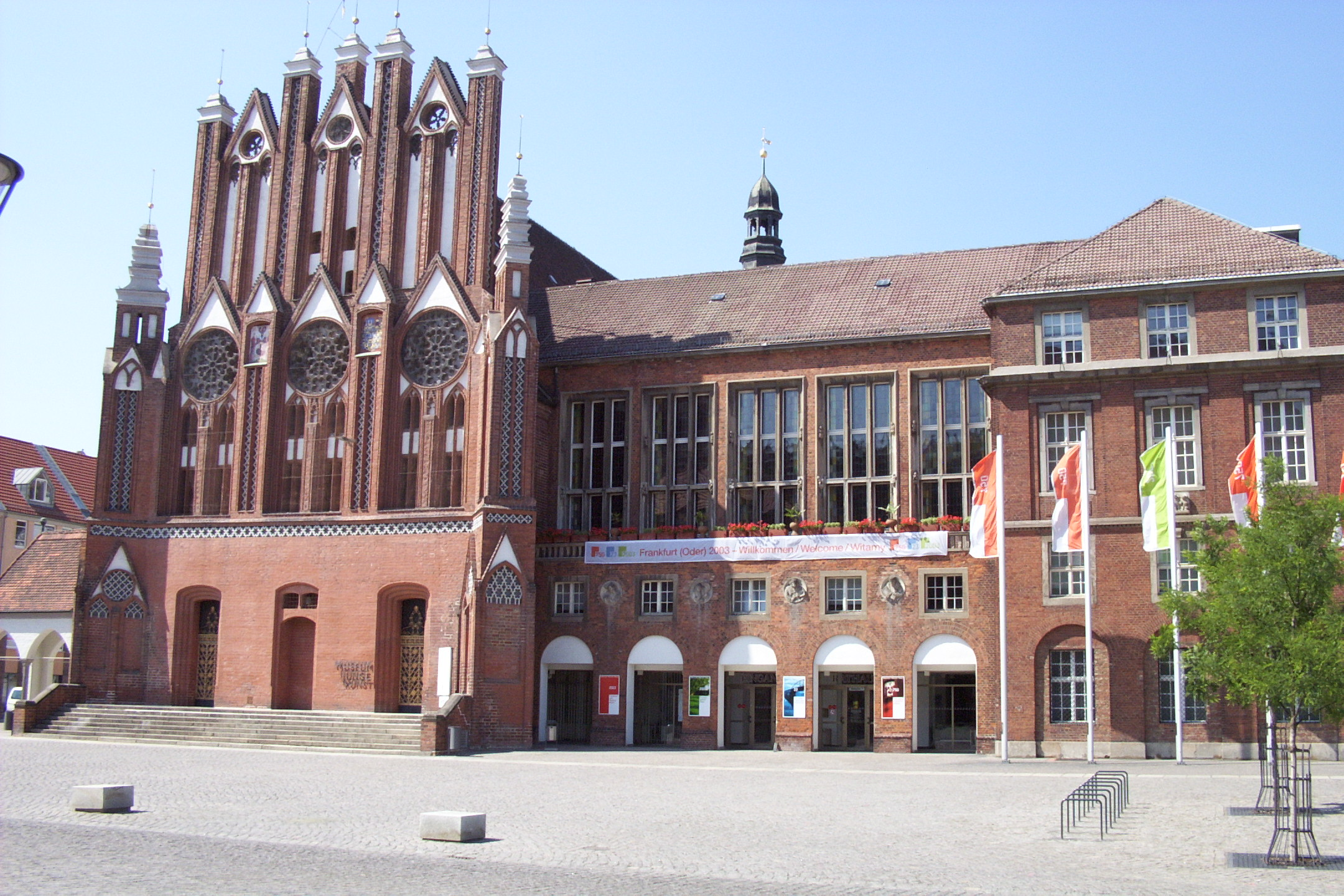
ゴシック様式の市役所

- カール・フィリップ・エマヌエル・バッハ：作曲家
- ルートヴィヒ・ティーク：作家・詩人・編集者
- ハインリヒ・フォン・クライスト：劇作家、ジャーナリスト
- ミヒャエル・プレトリウス：作曲家・オルガニスト・音楽理論家
- レオポルト・フォン・ランケ：歴史家、ドイツ近代史学の確立者
- エルンスト・フォン・レボイル・パシュウィツ：天文学者、地震学者

## 姉妹都市
- ゴジュフ・ヴィエルコポルスキ（ポーランド）1975年
- スウビツェ（ポーランド）1975年
- ニーム（フランス）1976年
- ヴァンター（フィンランド）1987年
- ハイルブロン（ドイツ）1988年
- ヴィーツェプスク（ベラルーシ）1991年
- カディマ（イスラエル）1997年
- ユマ (アリゾナ州)（アメリカ合衆国）1997年
- ヴラツァ（ブルガリア）2009年